# طرف ثالث (مسلسل)
طرف ثالث مسلسل مصري اجتماعي عرض في رمضان 1433هـ/2012م.

## قصة المسلسل
تدور أحداث المسلسل حول ثلاثة شباب يقف القدر حائلاً أمام أحلامهم، فيزدادوا إصراراً على تحقيقها، ويدفعهم القدر لملاقاة الجنرال فيشكل منهم فريقاً لاسترداد الحقوق، ويكتشفون أنهم لا يحصلون إلا على الفتات، و يقررون الانفصال عنه و في بعض العمليات منافسته ويبدأ الصراع الذي ينتهي بمقتل الجنرال و واحد منهم و حبس الاخر و هروب الاخير

## الشخصيات الرئيسية
| الشخصية       | الممثل           |
| ------------- | ---------------- |
| يوسف          | عمرو يوسف        |
| الرايق (ميمي) | أمير كرارة       |
| دياب (ديبو)   | محمود عبد المغني |
| جي جي         | هنا شيحة         |
| زيكا          | نبيل عيسى        |
| نادين         | إنجي المقدم      |
| غالية         | ميس حمدان        |
| احمد          | محمد فراج        |
| شيماء         | ياسمين رئيس      |
| الجنرال       | أحمد فؤاد سليم   |
| زوزا          | فادية عبد الغني  |
| أمينة         | أمينة خليل       |
| سماح (موحا)   | دينا الشربيني    |
| رمضان         | أحمد محارب       |